# 19007 Nirajnathan
19007 Nirajnathan este o planetă minoră (asteroid) din centura de asteroizi. A fost descoperită pe 2 septembrie 2000 la Experimental Test Site⁠(d) de Lincoln Near-Earth Asteroid Research. 
Obiectul prezintă o orbită caracterizată de o semiaxă mare de 2,2662956 UAi, o excentricitate de 0,16, o înclinație de 5,08392 ° în raport cu ecliptica.